# Daiva Garbaliauskaitė
Daiva Garbaliauskaitė (* 1983 in Kaišiadorys, Sowjetunion) ist eine litauische Juristin, Managerin und Energie-Politikerin sowie Vizeministerin.

## Leben
Nach dem Abitur 2002 an der Algirdas-Brazauskas-Mittelschule in Kaišiadorys absolvierte Daiva Garbaliauskaitė von 2022 bis 2007 das Magisterstudium der Rechtswissenschaft an der Universität Vilnius, 2013 die Weiterbildung bei Baltic institute of corporate governance (Professional Board member certificate) und von 2015 bis 2017 bei ISM International School of Management und Norwegian Business School (Executive Master of Business Management). Von 2008 bis 2010 arbeitete sie als Juristin und Rechtsabteilungsleiterin im Unternehmen AB Lietuvos energija. Von 2019 bis 2021 leitete sie die Rechtsabteilung bei AB Vilniaus šilumos tinklai.
Von 2013 bis 2016 war sie Vorstandsmitglied bei der Energierohstoffbörse BALTPOOL.
2015 leitete sie als kommissarische Generaldirektorin die BALTPOOL.
Von 2010 bis 2011 arbeitete sie als Vorstandsvorsitzende im Unternehmen UAB Visagino Energetikos Remontas in Visaginas sowie dann am Energieministerium Litauens. Seit 2021 ist sie Stellvertreterin des Energieministers Dainius Kreivys im Kabinett Šimonytė.